# Euroindiáni

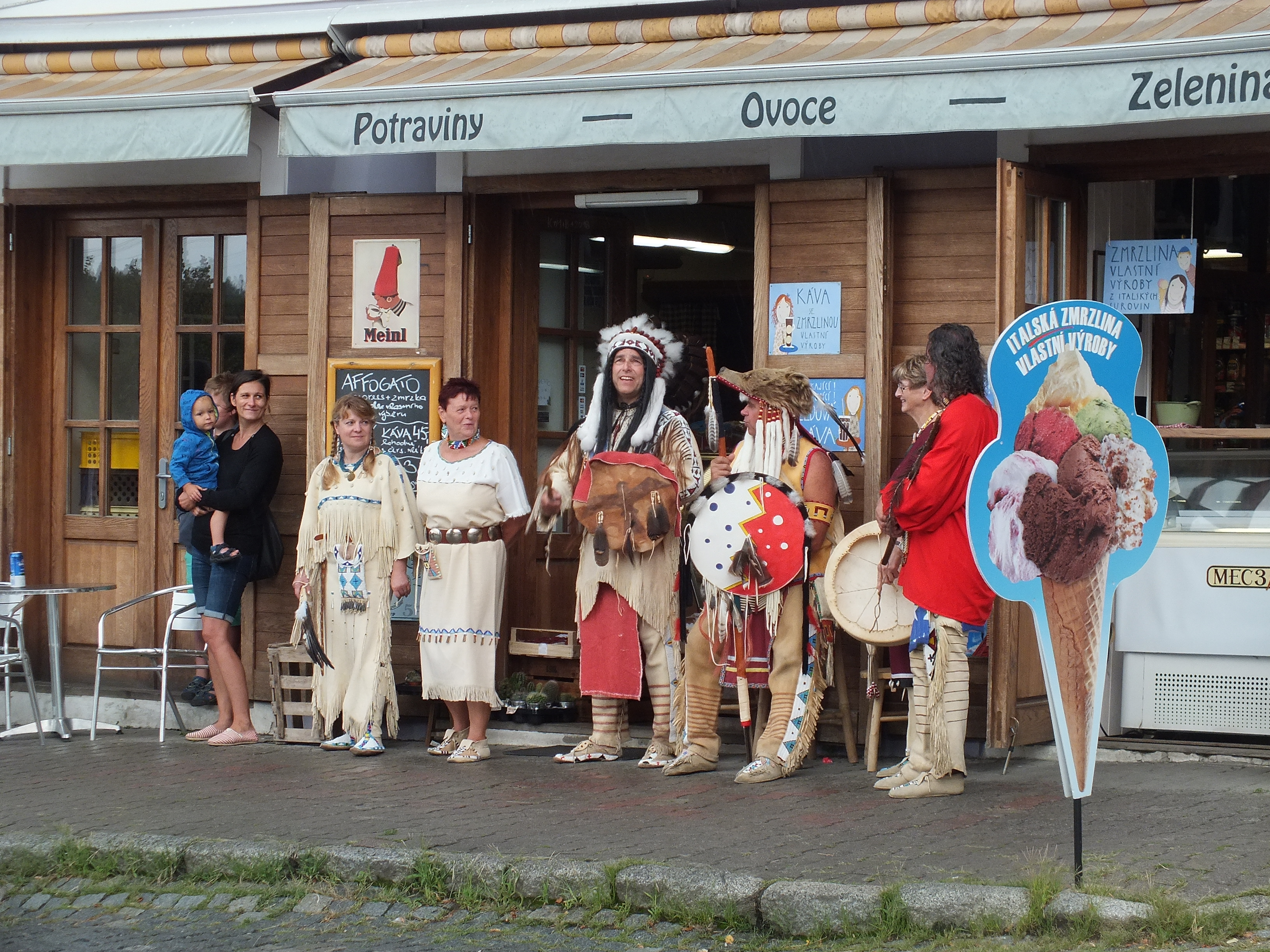
Euroindiáni před obchodem U Mašků na náměstí Jiřího z Poděbrad v Novém Kníně během zahajovacího ceremoniálu mistrovství světa v rýžování zlata 2020

Euroindiáni je označení pro rodilé Evropany, kteří se ve svém volném čase věnují v duchu oživlé historie poznávání a napodobování života indiánů (především Siouxů a dalších prérijních kmenů v době před rokem 1890, kdy byli domorodci donuceni usadit se v rezervacích). Typickými aktivitami této subkultury je táboření v přírodě a pořádání slavností jako tanec Slunce a pow wow, stavba týpí a člunů, výroba a používání indiánských předmětů jako oděvy, šperky, zbraně nebo nádobí. Euroindiáni se cvičí v původních technikách přežití v divočině (rozdělávání ohně třením dřeva, vaření pokrmů ve zvířecím bachoru), hrají indiánské hry jako lakros, studují šamanskou spiritualitu (např. obřad dýmky). Při rekonstrukci někdejšího indiánského způsobu života využívají postupy experimentální archeologie, navazují také kontakty s představiteli severoamerických indiánských kmenů.
Hnutí euroindiánů se vyvinulo v druhé polovině 20. století z woodcraftu, odráželo snahu mladé generace uniknout z civilizace a žít v souladu s přírodou. Za počátek euroindiánství v České republice je pokládán rok 1980, kdy se uskutečnil první sraz nazvaný „Setkání na Severu“ a byl založen kmen Bílý wampum. V roce 1990 bylo založeno občanské sdružení Indian Corral Westerners International, zastřešující většinu aktivit českých euroindiánů a vydávající časopis Poselství světa v kruhu.